# Магнітуда землетрусу
Магнітуда землетрусу (від англ. magnitude — велич, величина, Mw) — умовний показник, що характеризує кількість енергії, яка виділилася у вогнищі землетрусу. Пропорційна до лоґарифму максимальної амплітуди зміщення частинок ґрунту, яке фіксується сейсмічними станціями. Максимальна магнітуда землетрусу становить близько 9,5, що відповідає енергії 1019 Дж.
Формула:
{\displaystyle Mw={2 \over 3}(\lg E-11{,}8),}
де E — енергія землетрусу в джоулях.